# Estréelles
Estréelles est une commune française située dans le département du Pas-de-Calais en région Hauts-de-France. Ses habitants sont appelés les Estréellois.
La commune fait partie de la communauté d'agglomération des Deux Baies en Montreuillois qui regroupe 46 communes et compte 65 760 habitants en 2021.

## Géographie

### Localisation
Localisée dans le sud-ouest du département du Pas-de-Calais, Estrée est une commune de la vallée de la Course située, à vol d'oiseau, à 4 km au nord de la commune de Montreuil-sur-Mer (chef-lieu d'arrondissement) et à 15 km à l'est des plages de la Côte d'Opale.
Le territoire de la commune est limitrophe de ceux de cinq communes.
Les communes limitrophes sont Recques-sur-Course, Montcavrel, Neuville-sous-Montreuil, Attin et Estrée.

### Géologie et relief
La superficie de la commune est de 3,18 km2 ; son altitude varie de 5  à   79 m.

### Hydrographie

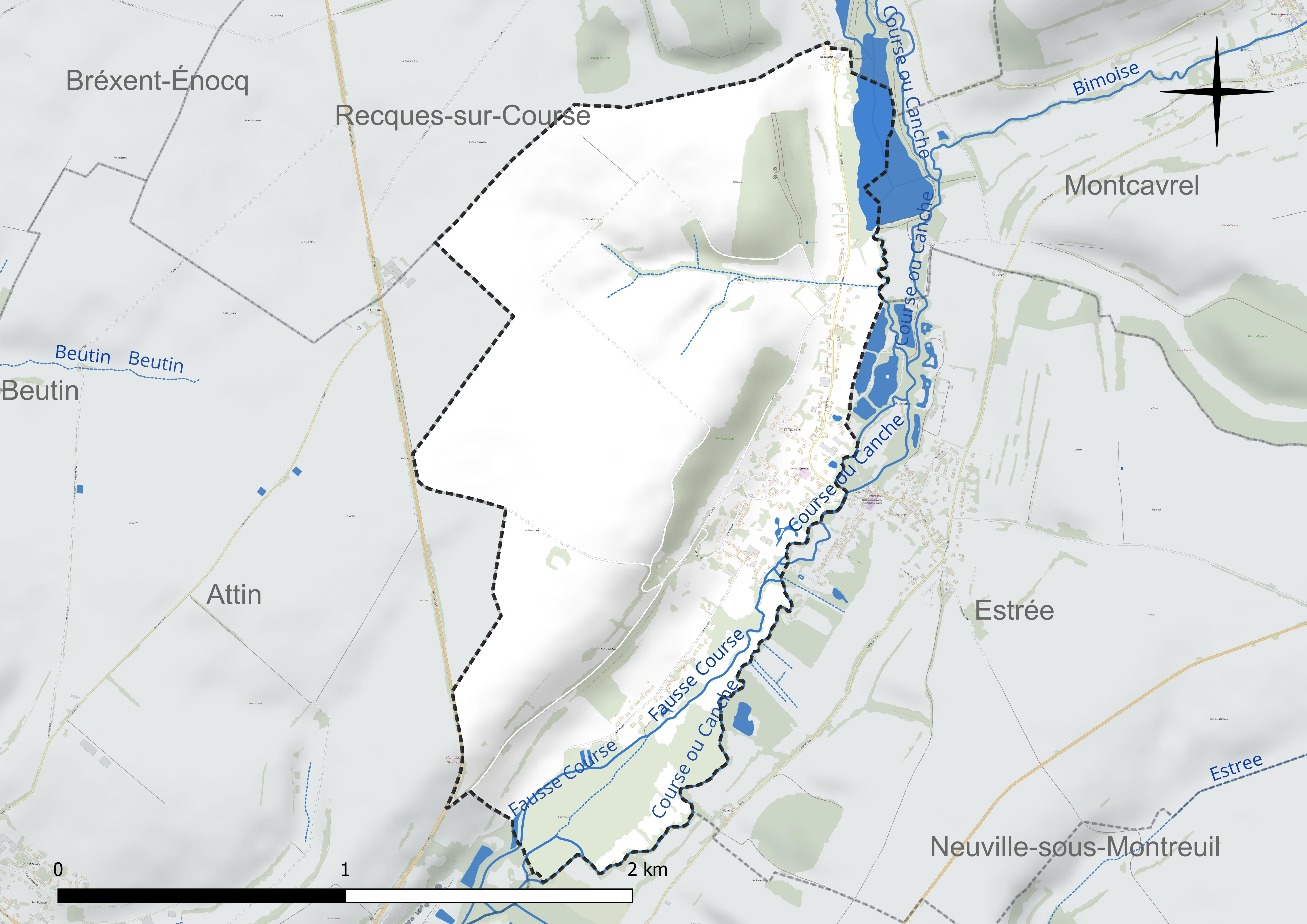
Réseau hydrographique d'Estréelles.

Le territoire de la commune est situé dans le bassin Artois-Picardie.
La commune est traversée par la Course, un cours d'eau d'une longueur de 24,72 km, affluent droit du fleuve côtier la Canche qui prend sa source dans la commune de Doudeauville et se jette dans La Canche au niveau de la commune d'Attin, et par la Fausse Course, d'une longueur de 2,92 km.

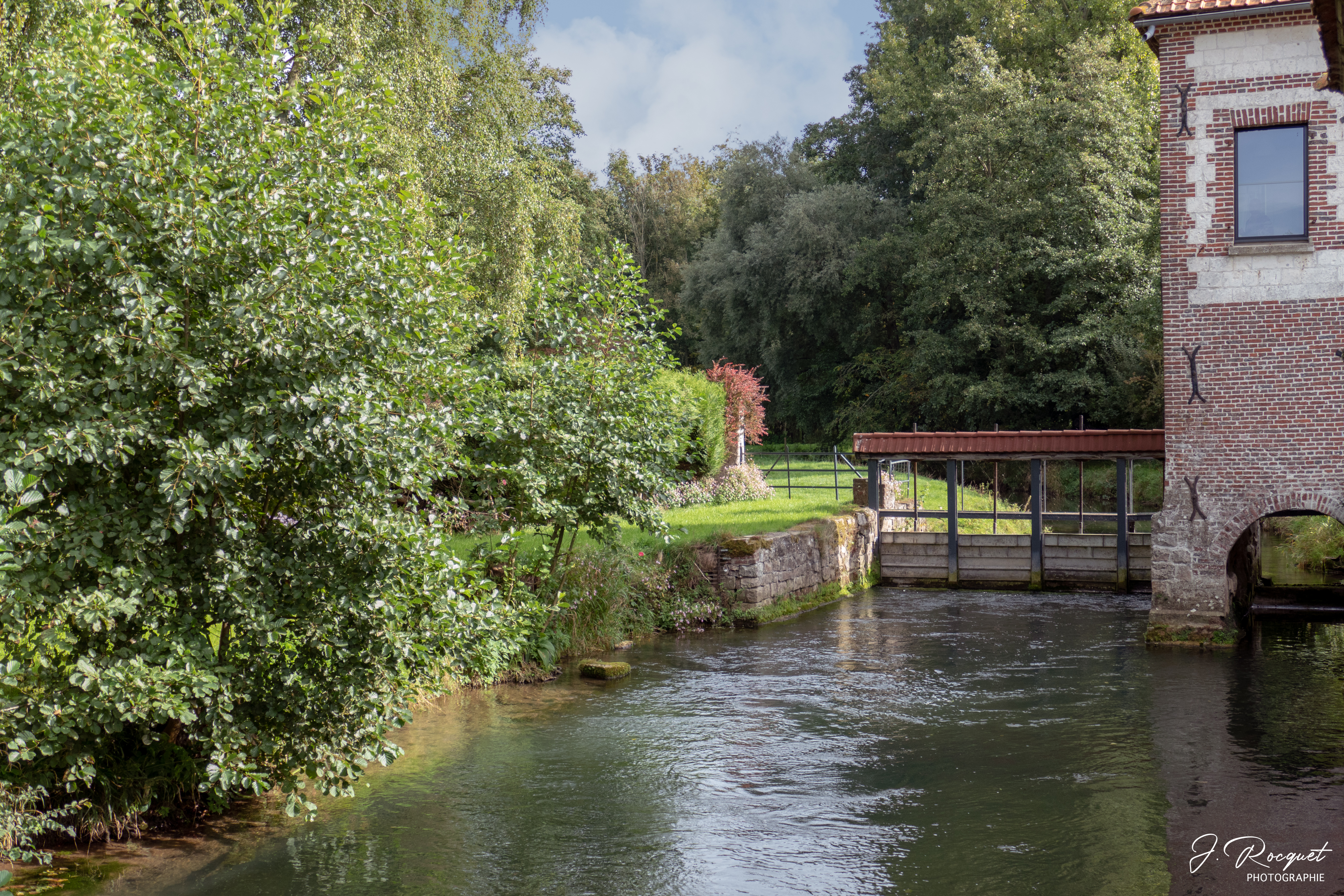
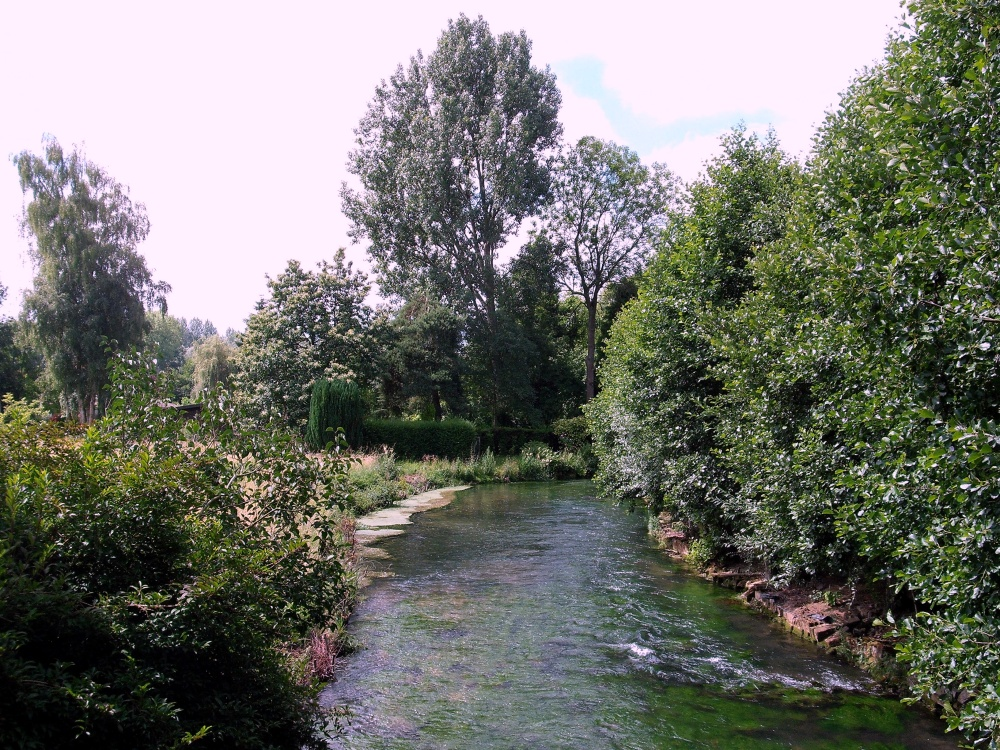

### Climat
Pour des articles plus généraux, voir Climat des Hauts-de-France et Climat du Pas-de-Calais.
En 2010, le climat de la commune est de type climat océanique franc, selon une étude du CNRS s'appuyant sur une série de données couvrant la période 1971-2000. En 2020, Météo-France publie une typologie des climats de la France métropolitaine dans laquelle la commune est exposée à un climat océanique et est dans la région climatique Côtes de la Manche orientale, caractérisée par un faible ensoleillement (1 550 h/an) ; forte humidité de l’air (plus de 20 h/jour avec humidité relative > 80 % en hiver), vents forts fréquents.
Pour la période 1971-2000, la température annuelle moyenne est de 10,6 °C, avec une amplitude thermique annuelle de 12,7 °C. Le cumul annuel moyen de précipitations est de 897 mm, avec 13,3 jours de précipitations en janvier et 8,1 jours en juillet. Pour la période 1991-2020, la température moyenne annuelle observée sur la station météorologique la plus proche, située sur la commune du Touquet-Paris-Plage à 14 km à vol d'oiseau, est de 11,2 °C et le cumul annuel moyen de précipitations est de 888,8 mm,. Pour l'avenir, les paramètres climatiques de la commune estimés pour 2050 selon différents scénarios d'émission de gaz à effet de serre sont consultables sur un site dédié publié par Météo-France en novembre 2022.

### Paysages
Pour un article plus général, voir Paysage en France.
La commune est située dans le « paysage montreuillois » tel que défini dans l’atlas des paysages de la région Nord-Pas-de-Calais, conçu par la direction régionale de l'Environnement, de l'Aménagement et du Logement (DREAL),. Ce paysage, qui concerne 98 communes, se délimite : à l’Ouest par des falaises qui, avec le recul de la mer, ont donné naissance aux bas-champs ourlées de dunes ; au Nord par la boutonnière du Boulonnais ; au sud par le vaste plateau formé par la vallée de l’Authie, et à l’Est par les paysages du Ternois et de Haut-Artois. Ce paysage régional, avec, dans son axe central, la vallée de la Canche et ses nombreux affluents comme la Course, la Créquoise, la Planquette…, offre une alternance de vallées et de plateaux, appelée « ondulations montreuilloises ». Dans ce paysage, et plus particulièrement sur les plateaux, on cultive la betterave sucrière, le blé et le maïs, et les plateaux entre la Ternoise et la Créquoise sont couverts de vastes massifs forestiers comme la forêt d'Hesdin, les bois de Fressin, Sains-lès-Fressin, Créquy….

### Milieux naturels et biodiversité

#### Zones naturelles d'intérêt écologique, faunistique et floristique
L’inventaire des zones naturelles d'intérêt écologique, faunistique et floristique (ZNIEFF) a pour objectif de réaliser une couverture des zones les plus intéressantes sur le plan écologique, essentiellement dans la perspective d’améliorer la connaissance du patrimoine naturel national et de fournir aux différents décideurs un outil d’aide à la prise en compte de l’environnement dans l’aménagement du territoire.
Le territoire communal comprend une ZNIEFF de type 1 : la vallée de la Course à l'aval d'Enquin-sous-Baillon. Le périmètre de la ZNIEFF présente un réseau hydrographique complexe associant plusieurs cours d’eau (Course, Bimoise, Baillons, rivière des Fontaines…) et de nombreuses sources, ainsi que des plans d’eau d’origine artificielle (ballastières, cressonnières, piscicultures, mares de chasse).
et une ZNIEFF de type 2 : la vallée de la Course. Elle se situe dans le pays de Montreuil et plus précisément dans l’entité paysagère des ondulations montreuilloises.

Carte des ZNIEFF de type 1 et 2 sur la commune
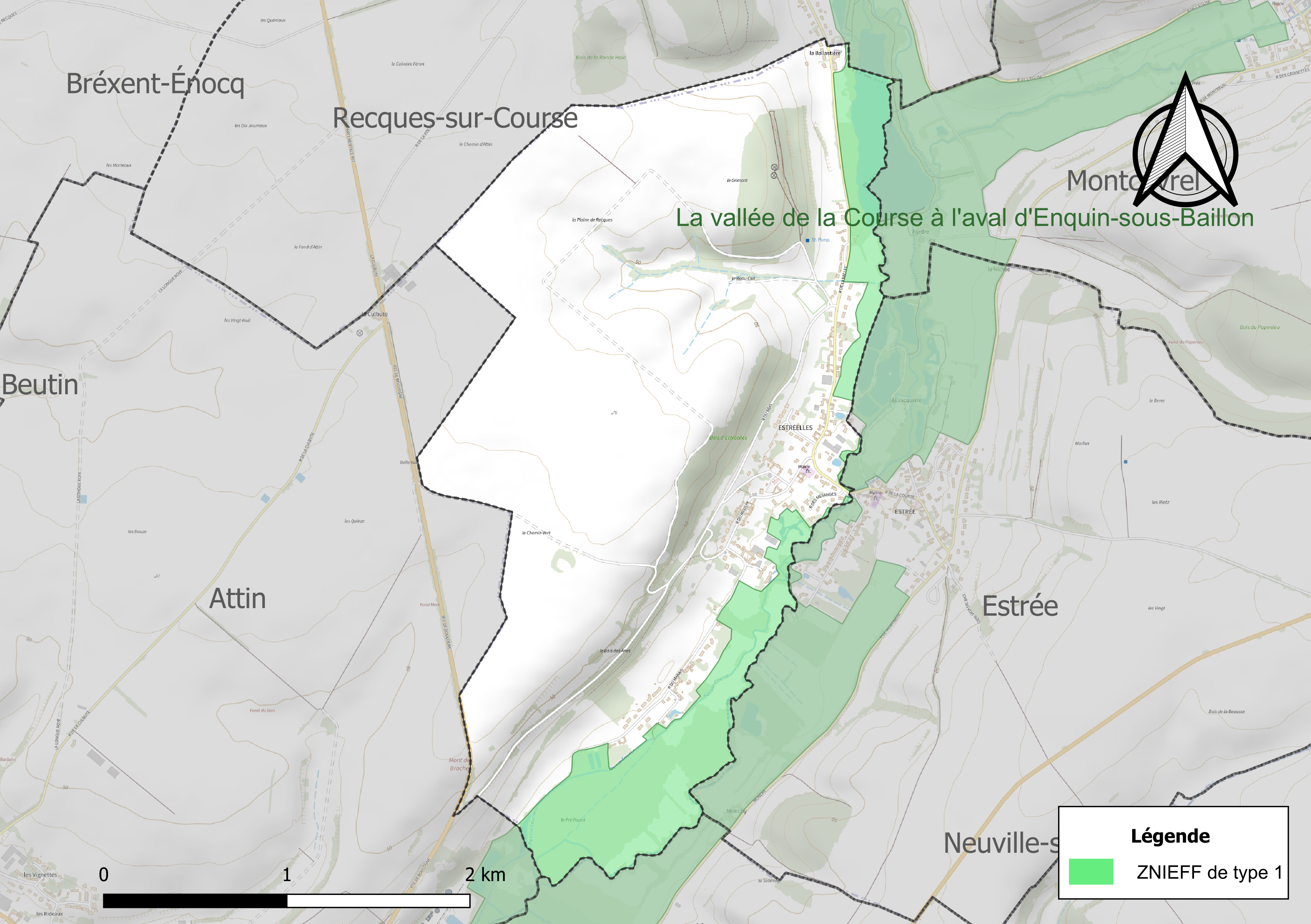
Carte de la ZNIEFF de type 1 sur la commune.
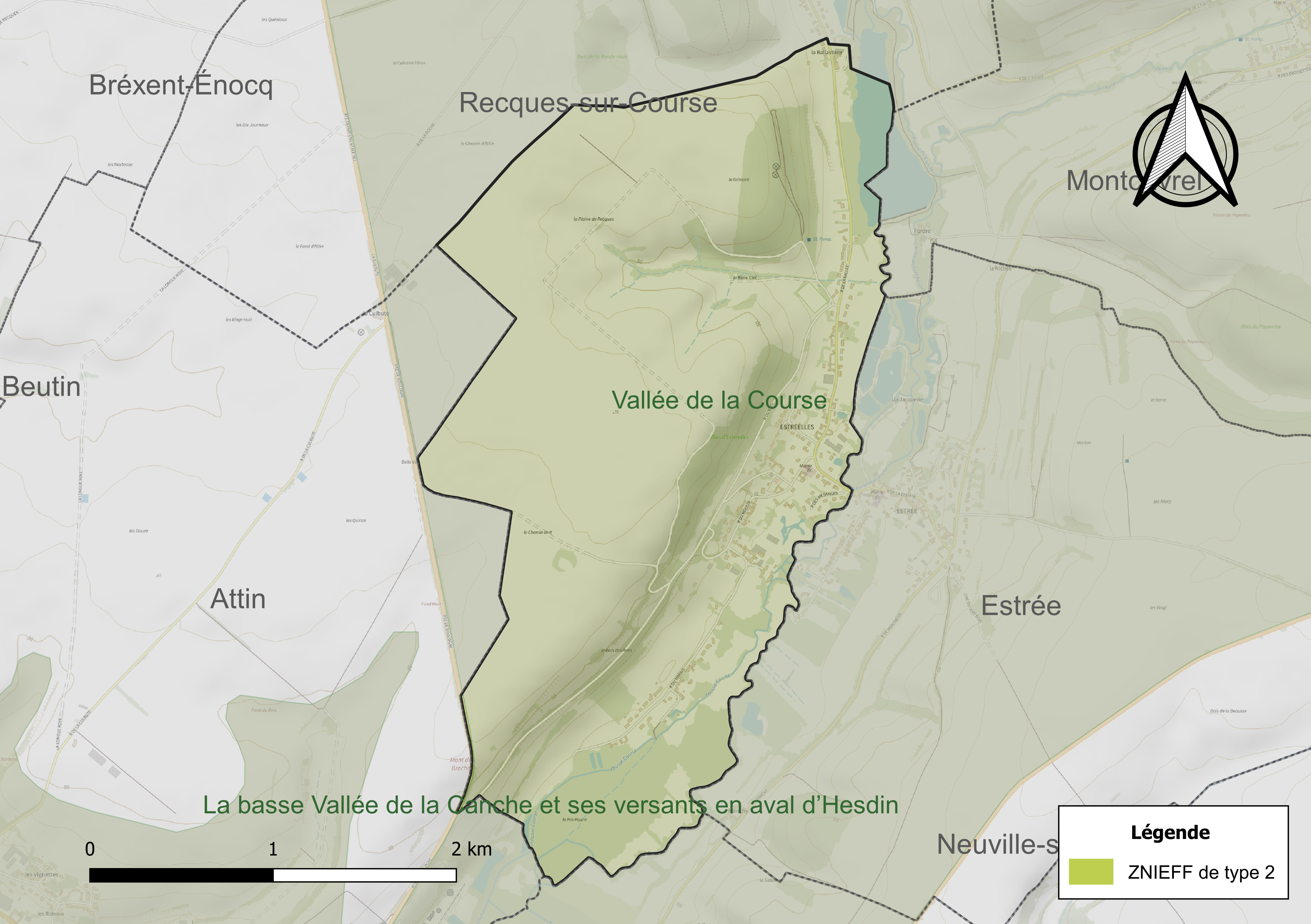
Carte de la ZNIEFF de type 2 sur la commune.

## Urbanisme

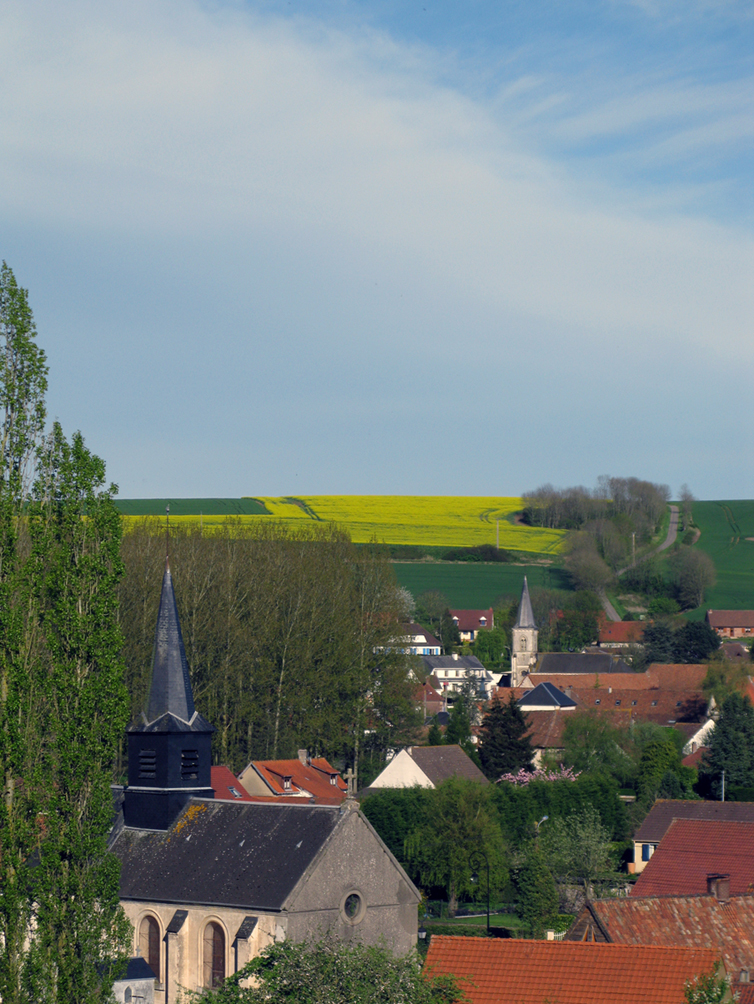
Estrée et Estréelles.

### Typologie
Au 1er janvier 2024, Estréelles est catégorisée commune rurale à habitat dispersé, selon la nouvelle grille communale de densité à sept niveaux définie par l'Insee en 2022.
Elle est située hors unité urbaine. Par ailleurs la commune fait partie de l'aire d'attraction d'Étaples - Le Touquet-Paris-Plage, dont elle est une commune de la couronne,. Cette aire, qui regroupe 21 communes, est catégorisée dans les aires de moins de 50 000 habitants,.

### Occupation des sols
L'occupation des sols de la commune, telle qu'elle ressort de la base de données européenne d’occupation biophysique des sols Corine Land Cover (CLC), est marquée par l'importance des territoires agricoles (80,5 % en 2018), une proportion identique à celle de 1990 (80,5 %). La répartition détaillée en 2018 est la suivante : 
terres arables (49,9 %), prairies (30,7 %), zones urbanisées (10,1 %), forêts (7,1 %), eaux continentales (2,3 %). L'évolution de l’occupation des sols de la commune et de ses infrastructures peut être observée sur les différentes représentations cartographiques du territoire : la carte de Cassini (XVIIIe siècle), la carte d'état-major (1820-1866) et les cartes ou photos aériennes de l'IGN pour la période actuelle (1950 à aujourd'hui).

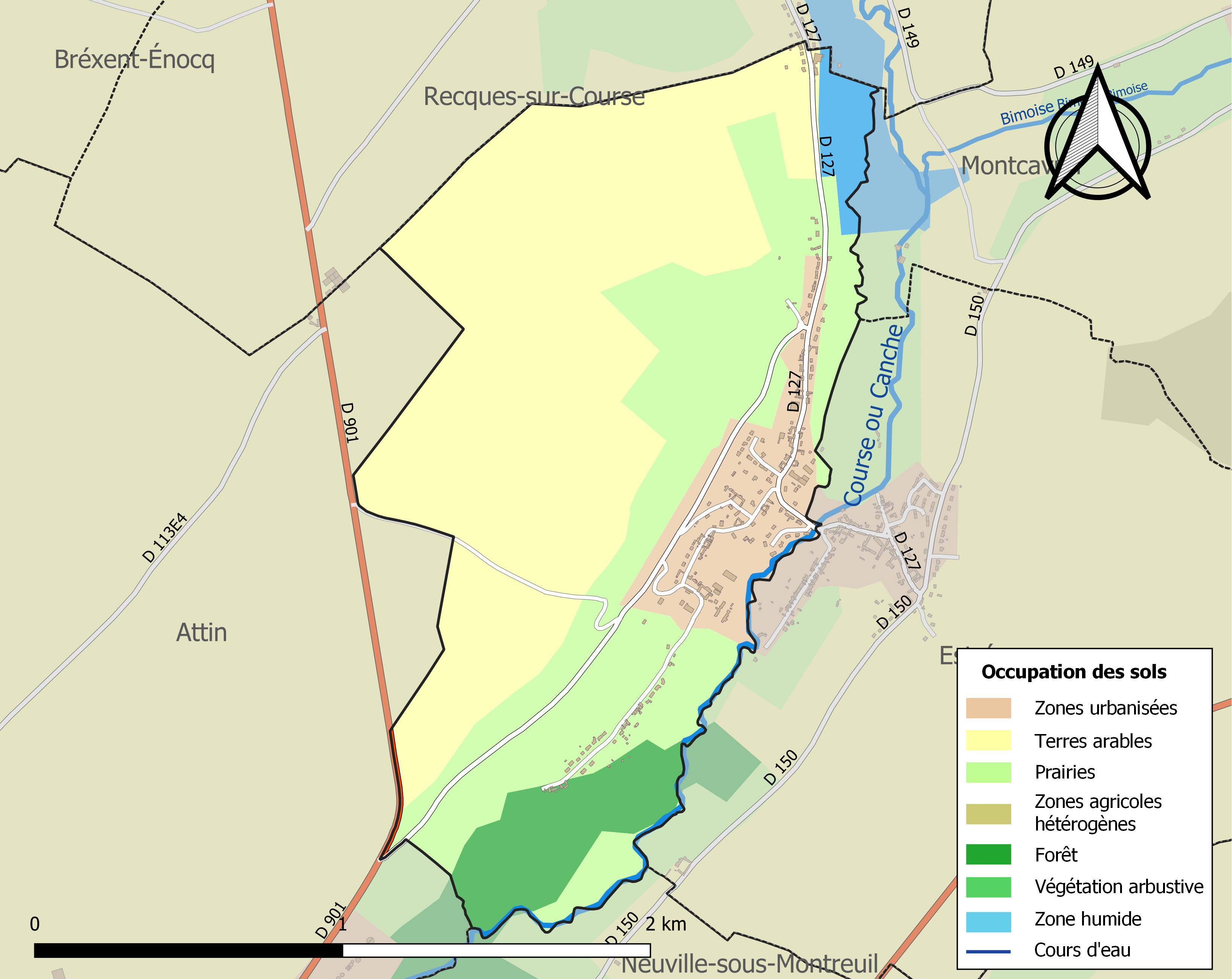
Carte des infrastructures et de l'occupation des sols de la commune en 2018 (CLC).

### Voies de communication et transports

#### Voies de communication
La commune est desservie par la route départementale D 127.

#### Transport ferroviaire
La commune se trouve à 5 km, au nord, de la gare de Montreuil-sur-Mer, située sur la ligne de Saint-Pol-sur-Ternoise à Étaples, desservie par des trains TER Hauts-de-France.
La commune disposait d'une halte sur l'ancienne ligne de chemin de fer Aire-sur-la-Lys - Berck-Plage inaugurée en 1893 et fermée en 1955.

### Risques naturels et technologiques

#### Risque inondation
À la suite du passage des tempêtes Ciarán, Domingos et Elisa et des inondations et coulées de boue qui se sont produites, la commune est reconnue, par arrêté du 14 novembre 2023, en état de catastrophe naturelle pour inondations et coulées de boue sur la période du 2 au 12 novembre 2023, comme 179 autres communes du département.

## Toponymie

### Attestations anciennes
Le nom de la localité est attesté sous les formes Strales en 1121 ; Estraielles de 1132 à 1135 ; Straeles en 1117 ; Estrieles et Estraheles en 1134 ; Estraeles en 1150 ; Straellae en 1169 ; Straheles en 1170 ; Straeles en 1173 ; Strahelae en 1177 ; Estraieles en  1227 ; Estrayelles en  1252 ; Estreel en 1263 ; Estrels en 1269 ; Estrayeles, Estraieles et Estraeles en 1311 ; Estreieles au XIVe siècle) ; Estraelles vers 1512 ; Estrielles  en 1550 ; Estréelles en 1789, Estreelles en 1793 ; Etréelles et Estréelles depuis 1801.

### Étymologie
- Le nom Estrées est un terme d'ancien français, issu du latin strata (via), qui désignait une « voie couverte de pierres plates », par opposition à rupta (via) > route. Il s'est conservé dans la plupart des langues romanes (cf. l'italien et le roumain strada) et a été emprunté par le germanique (cf. l'anglais street, l'allemand Straße et le néerlandais straat[25]). Le mot estrée a disparu du français à la fin du Moyen Âge, mais il demeure dans un grand nombre de toponymes, particulièrement dans le nord de la France, signalant la proximité d'une voie romaine[26], ici, la voie romaine, via Agrippa de l'Océan, dite Océane, reliant Amiens (Samarobriva) à Boulogne-sur-Mer (Gesoriacum), aujourd'hui ex. RN 7 et ex. RN 1

## Histoire

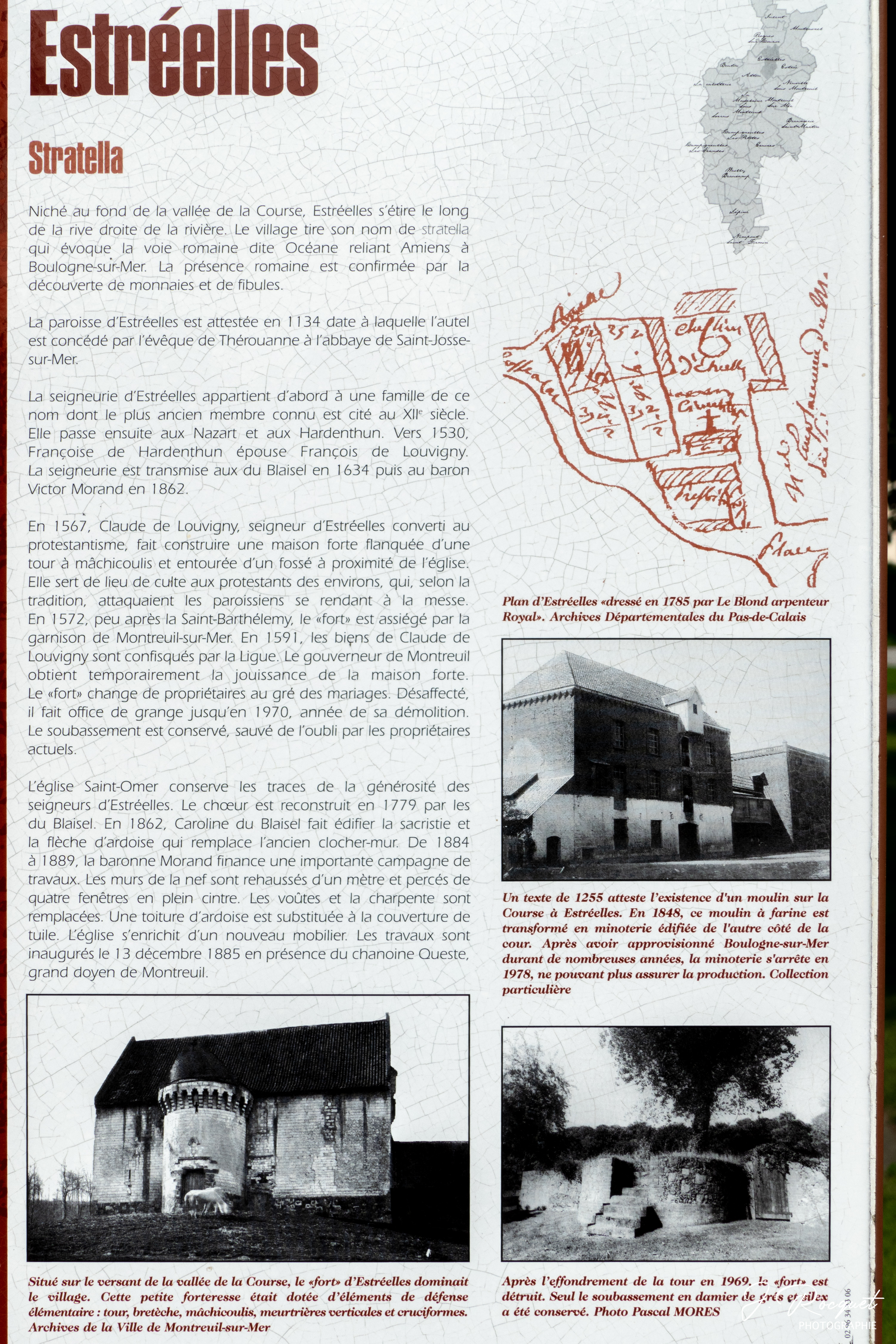

Ce qui suit est la reproduction in-extenso du texte figurant sur une plaque émaillée offerte au public installée à proximité de la mairie. L'auteur n'y est pas indiqué.
Estréelles

Stratella
Niché au fond de fa vallée de la Course, Estréelles s‘étire le long de la rive droite de la rivière. Le village tire son nom de stratella qui évoque la voie romaine dite Océane reliant Amiens à Boulogne-sur-Mer. La présence romaine est confirmée par la découverte de monnaies et de fibules.
La paroisse d’Estréelles est attestée en 1134 date à laquelle l'autel est concédé par l'évêque de Thérouanne à l’abbaye de Saint-Josse-sur-Mer.
La Seigneurie d'Estréelles appartient d’abord à une famille de ce nom dont le plus ancien membre connu est cité au XIIe siècle. Elle passe  ensuite aux Nazart et aux Hardenthun. Vers 1530, Françoise de Hardenthun épouse Francois de Louvigny. La seigneurie est transmise aux du Blaisel en 1634 puis au baron Victor Morand en 1862.
En 1567, Claude de Louvigny, seigneur d'Estréelles converti au protestantisme, fait construire une maison forte flanquée d'une tour à mâchicoulis et entourée d’un fossé à proximité de l’église. Elle sert de lieu de culte aux protestants des environs, qui, selon la tradition, attaquaient les paroissiens se rendant à la messe.
En 1572, peu après la Saint-Barthélemy, le «fort» est assiégé par la garnison de Montreuil-sur-Mer. En 1591, les biens de Claude de Louvigny sont confisqués par la Ligue. Le gouverneur de Montreuil obtient temporairement la jouissance de la maison forte. Le «fort » change de propriétaires au gré des mariages. Désaffecté, il fait Office de grange jusqu’en 1970, année de sa démolition. Le soubassement est conservé, sauvé de l’oubli par les propriétaires actuels.
L’église Saint-Omer conserve les traces de la générosité des seigneurs d'Estréelles. Le chœur est reconstruit en 1779 par les du Blaisel. En 1862, Caroline du Blaisel fait édifier la sacristie et la flèche d’ardoise qui remplace l'ancien clocher-mur. De 1884 à 1889, la baronne Morand finance une importante campagne de travaux. Les murs de la nef sont rehaussés d‘un mètre et percés de quatre fenêtres en plein cintre. les voûtes et la charpente sont remplacées. Une toiture d’ardoise est substituée à la couverture de tuile. L’église s‘enrichit d'un nouveau mobilier. Les travaux sont inaugurés le 13 décembre 1885 en présence du chanoine Queste, grand doyen de Montreuil.

## Politique et administration

### Découpage territorial
La commune se trouve dans l'arrondissement de Montreuil du département du Pas-de-Calais de la région des Hauts-de-France, depuis 1801.

#### Commune et intercommunalités
Estréelles était membre de la communauté de communes du Montreuillois, un établissement public de coopération intercommunale (EPCI) à fiscalité propre créé en 2001 et auquel la commune avait transféré un certain nombre de ses compétences, dans les conditions déterminées par le code général des collectivités territoriales.
Dans le cadre des dispositions de la loi portant nouvelle organisation territoriale de la République du 7 août 2015, qui prévoit que les établissements publics de coopération intercommunale (EPCI) à fiscalité propre doivent avoir un minimum de 15 000 habitants, cette intercommunalité a fusionné avec sa voisine pour former, le 1er janvier 2017, la communauté d'agglomération des Deux Baies en Montreuillois dont est désormais membre la commune.

#### Circonscriptions administratives
Elle faisait partie depuis 1801 du canton d'Étaples. Dans le cadre du redécoupage cantonal de 2014 en France, cette circonscription administrative territoriale a disparu, et le canton n'est plus qu'une circonscription électorale.
Pour les élections départementales, la commune fait partie depuis 2014 du canton de Berck

#### Circonscriptions électorales
Pour l'élection des députés, la commune fait partie de la quatrième circonscription du Pas-de-Calais.

### Élections municipales et communautaires

#### Liste des maires
| Période                                  | Période                       | Identité                 | Étiquette | Qualité                                               |
| ---------------------------------------- | ----------------------------- | ------------------------ | --------- | ----------------------------------------------------- |
| Les données manquantes sont à compléter. |                               |                          |           |                                                       |
| avant 1988                               | ?                             | Louis Chopinet           |           |                                                       |
| 1995                                     | 2014                          | M. Dominique Szczepanski | DVD       |                                                       |
| 2014                                     | En cours (au 18 février 2022) | Hubert Maquaire          |           | Conducteur de travaux, Réélu pour le mandat 2020-2026 |

## Équipements et services publics

### Enseignement
La commune est située dans l'académie de Lille et dépend, pour les vacances scolaires, de la zone B.
La commune administre une école primaire en regroupement pédagogique intercommunal (RPI 83).

### Justice, sécurité, secours et défense
La commune dépend du tribunal de proximité de Montreuil-sur-Mer, du conseil de prud'hommes de Boulogne-sur-Mer, du tribunal judiciaire de Boulogne-sur-Mer, de la cour d'appel de Douai, du tribunal de commerce de Boulogne-sur-Mer, du tribunal administratif de Lille, de la cour administrative d'appel de Douai, du pôle nationalité du tribunal judiciaire de Boulogne-sur-Mer et du tribunal pour enfants de Boulogne-sur-Mer.

## Population et société

### Démographie
Les habitants de la commune sont appelés les Estréellois.

#### Évolution démographique
L'évolution du nombre d'habitants est connue à travers les recensements de la population effectués dans la commune depuis 1793. Pour les communes de moins de 10 000 habitants, une enquête de recensement portant sur toute la population est réalisée tous les cinq ans, les populations de référence des années intermédiaires étant quant à elles estimées par interpolation ou extrapolation. Pour la commune, le premier recensement exhaustif entrant dans le cadre du nouveau dispositif a été réalisé en 2007.

En 2022, la commune comptait 343 habitants, en évolution de −3,92 % par rapport à 2016 (Pas-de-Calais : −0,72 %, France hors Mayotte : +2,11 %).
| 1793 | 1800 | 1806 | 1821 | 1831 | 1836 | 1841 | 1846 | 1851 |
| ---- | ---- | ---- | ---- | ---- | ---- | ---- | ---- | ---- |
| 159  | 148  | 197  | 172  | 189  | 193  | 197  | 201  | 180  |

| 1856 | 1861 | 1866 | 1872 | 1876 | 1881 | 1886 | 1891 | 1896 |
| ---- | ---- | ---- | ---- | ---- | ---- | ---- | ---- | ---- |
| 161  | 160  | 145  | 186  | 218  | 229  | 220  | 214  | 207  |

| 1901 | 1906 | 1911 | 1921 | 1926 | 1931 | 1936 | 1946 | 1954 |
| ---- | ---- | ---- | ---- | ---- | ---- | ---- | ---- | ---- |
| 219  | 222  | 213  | 178  | 158  | 171  | 175  | 163  | 181  |

| 1962 | 1968 | 1975 | 1982 | 1990 | 1999 | 2006 | 2007 | 2012 |
| ---- | ---- | ---- | ---- | ---- | ---- | ---- | ---- | ---- |
| 171  | 164  | 163  | 176  | 229  | 269  | 317  | 324  | 362  |

| 2017 | 2022 | - | - | - | - | - | - | - |
| ---- | ---- | - | - | - | - | - | - | - |
| 352  | 343  | - | - | - | - | - | - | - |

#### Pyramide des âges
En 2018, le taux de personnes d'un âge inférieur à 30 ans s'élève à 35,5 %, soit en dessous de la moyenne départementale (36,7 %). À l'inverse, le taux de personnes d'âge supérieur à 60 ans est de 18,7 % la même année, alors qu'il est de 24,9 % au niveau départemental.
En 2018, la commune comptait 182 hommes pour 168 femmes, soit un taux de 52 % d'hommes, largement supérieur au taux départemental (48,5 %).
Les pyramides des âges de la commune et du département s'établissent comme suit.
| Hommes | Classe d’âge | Femmes |
| ------ | ------------ | ------ |
| 0,6    | 90 ou +      | 1,2    |
| 7,3    | 75-89 ans    | 4,9    |
| 13,5   | 60-74 ans    | 9,8    |
| 22,1   | 45-59 ans    | 24,6   |
| 21,1   | 30-44 ans    | 23,8   |
| 9,9    | 15-29 ans    | 12,5   |
| 25,6   | 0-14 ans     | 23,2   |

| Hommes | Classe d’âge | Femmes |
| ------ | ------------ | ------ |
| 0,5    | 90 ou +      | 1,6    |
| 5,6    | 75-89 ans    | 8,9    |
| 16,7   | 60-74 ans    | 18,1   |
| 20,2   | 45-59 ans    | 19,2   |
| 18,9   | 30-44 ans    | 18,1   |
| 18,2   | 15-29 ans    | 16,2   |
| 19,9   | 0-14 ans     | 17,9   |

### Manifestations culturelles et festivités
La commune participe à la manifestation « Les étincelles de la vallée de la Course », qui se déroule chaque année à la mi-août dans quinze villages de la vallée et où les visiteurs découvrent les illuminations et les animations de la vallée,.

## Culture locale et patrimoine

### Lieux et monuments
- Le monument aux morts, commun avec Estrée[42].
- Le fort d'Estréelles, ancien temple protestant de la fin du XVe siècle, détruit en 1970, dont il ne reste que le soubassement constitué d'un damier en grès et silex taillés.

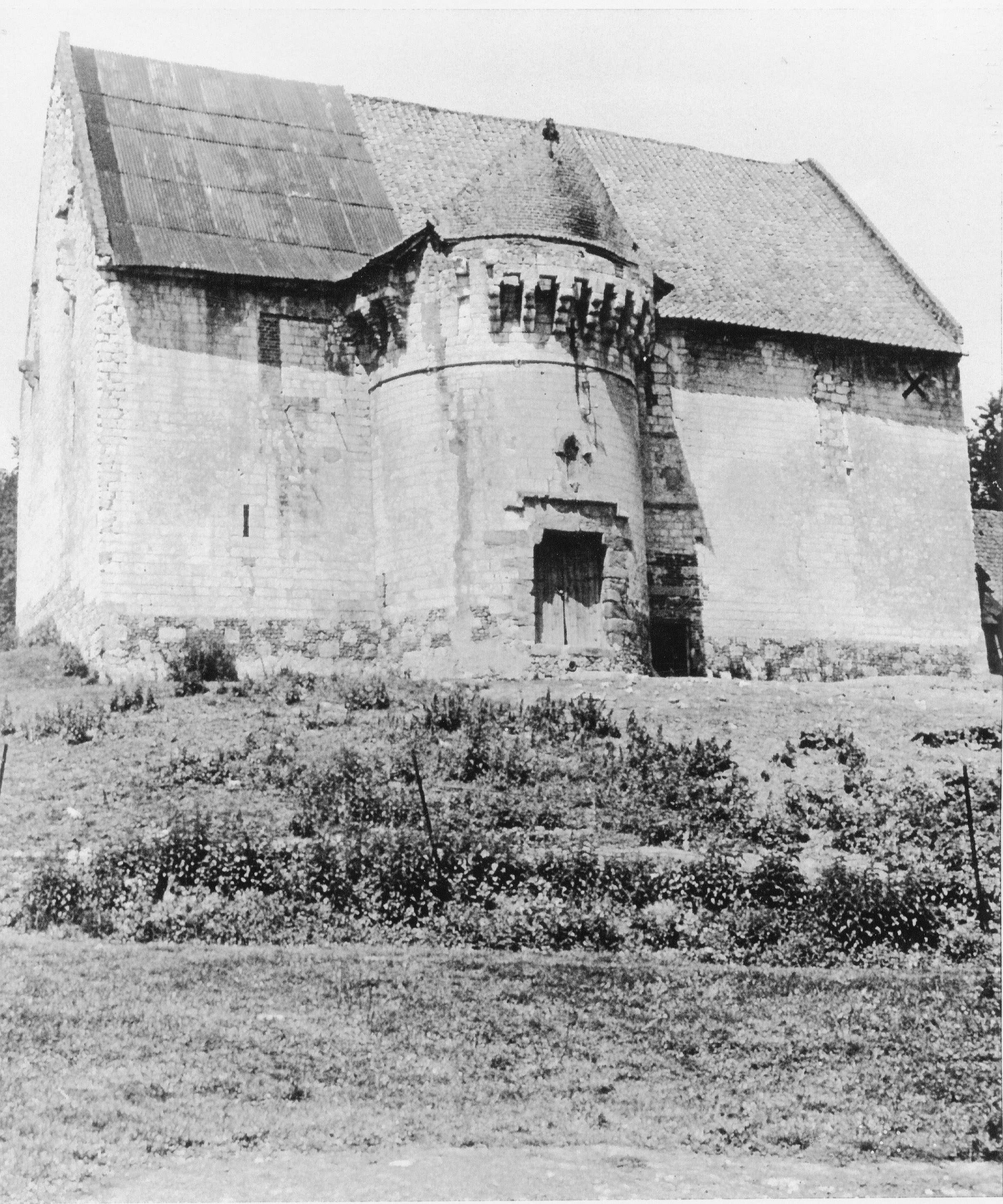
Le temple protestant d'Estréelles, dit le Fort.
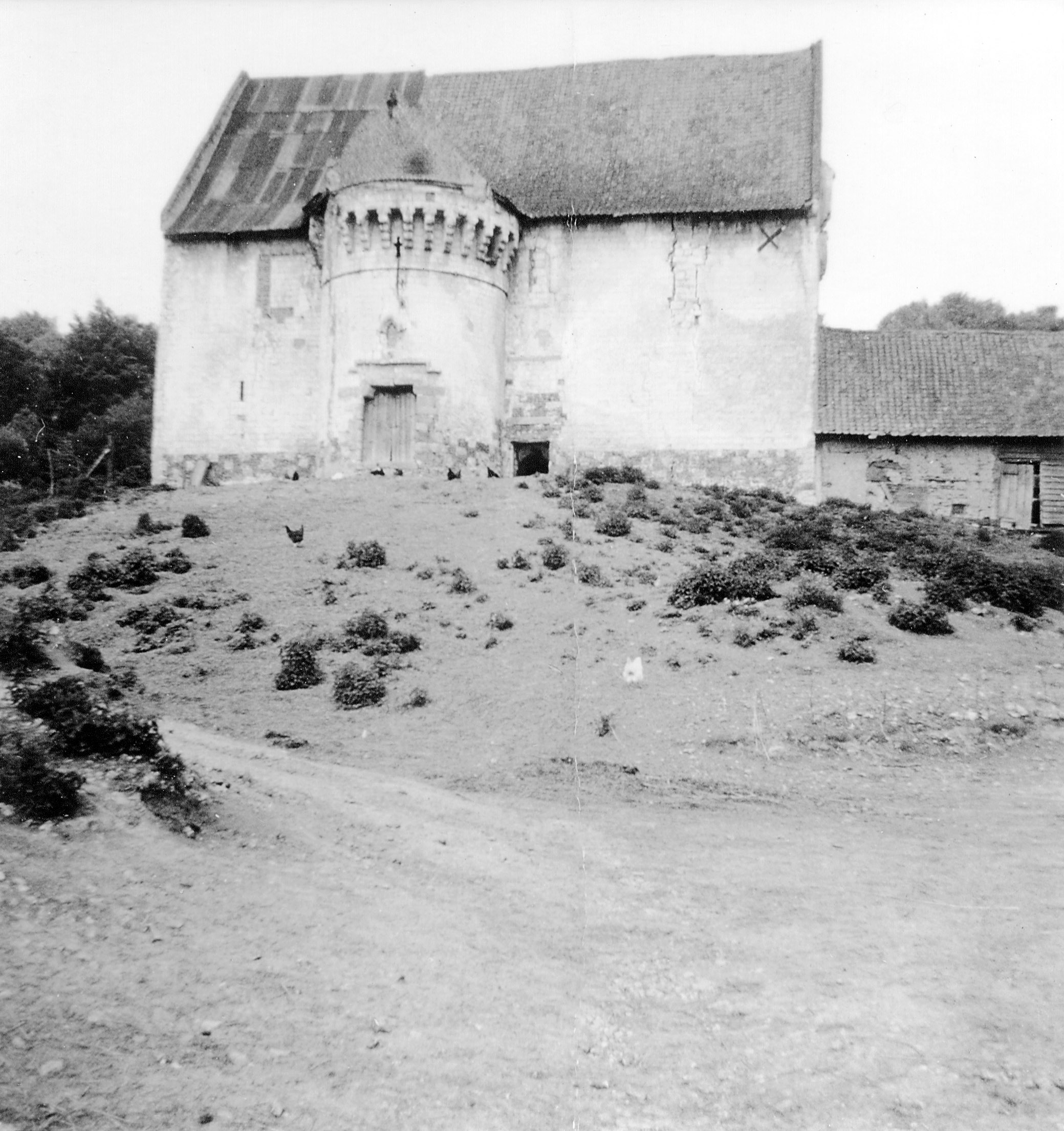
Vu de face.
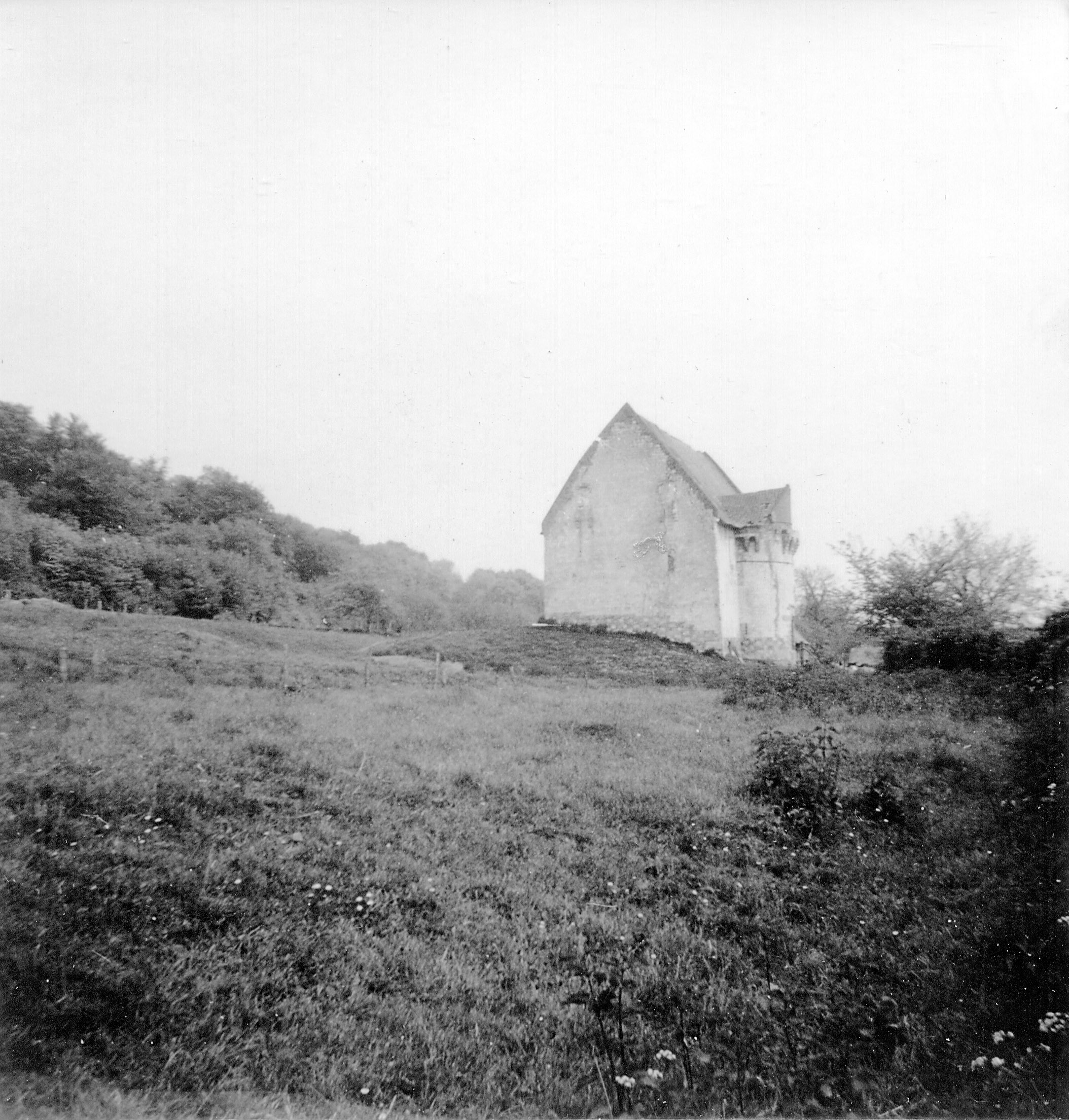
Vu de côté.
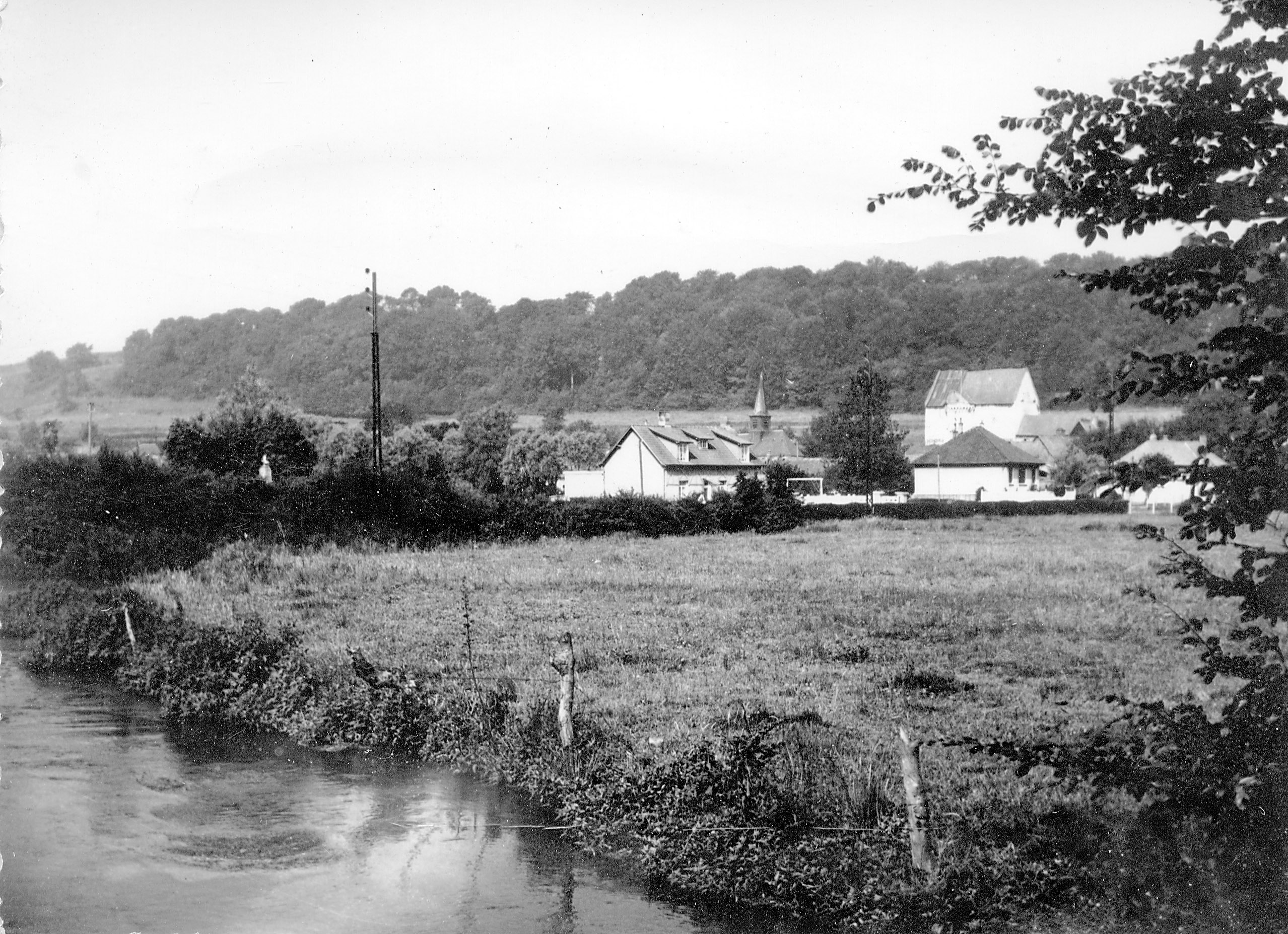
Depuis la vallée.
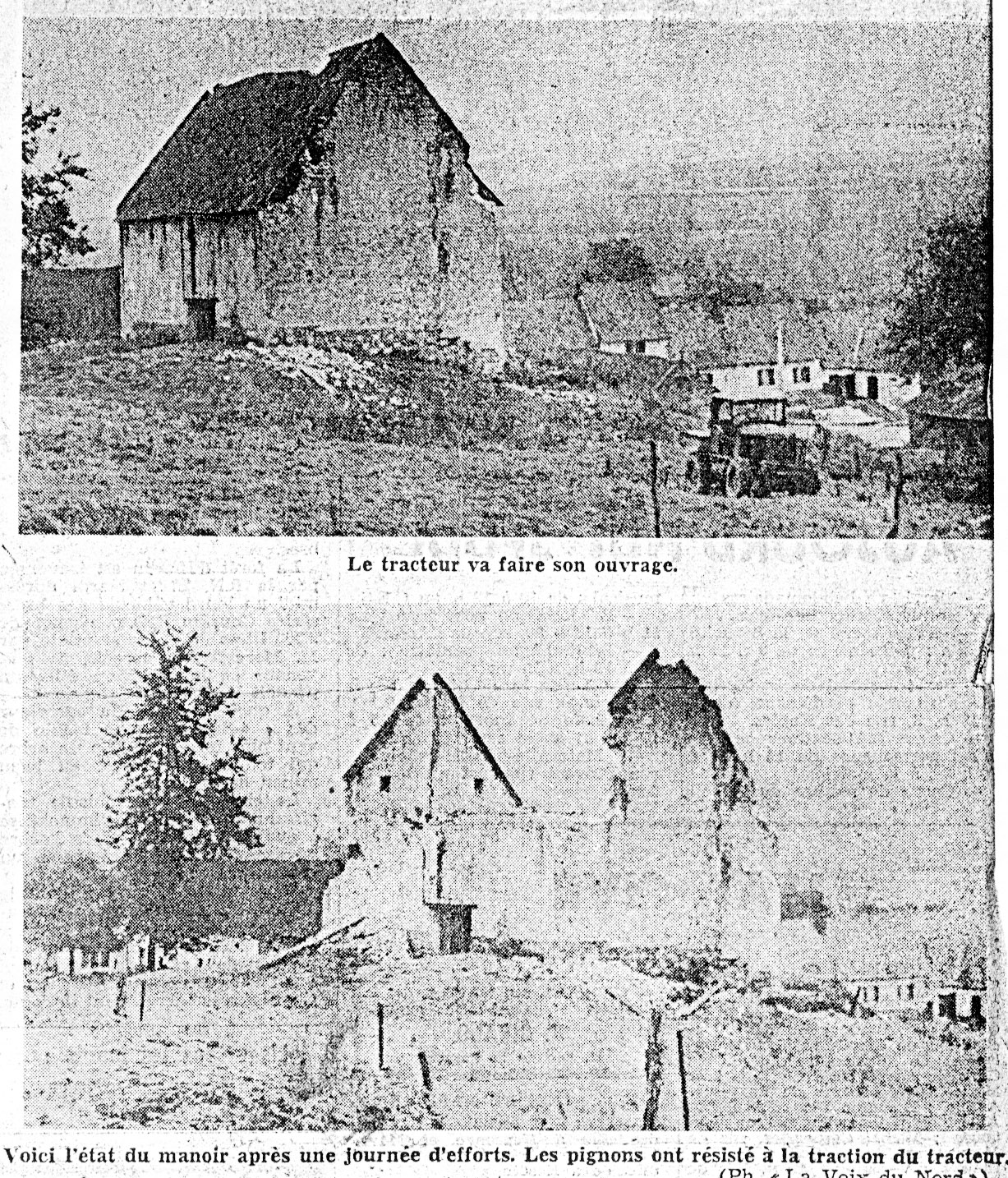
Lors de sa destruction en 1970.
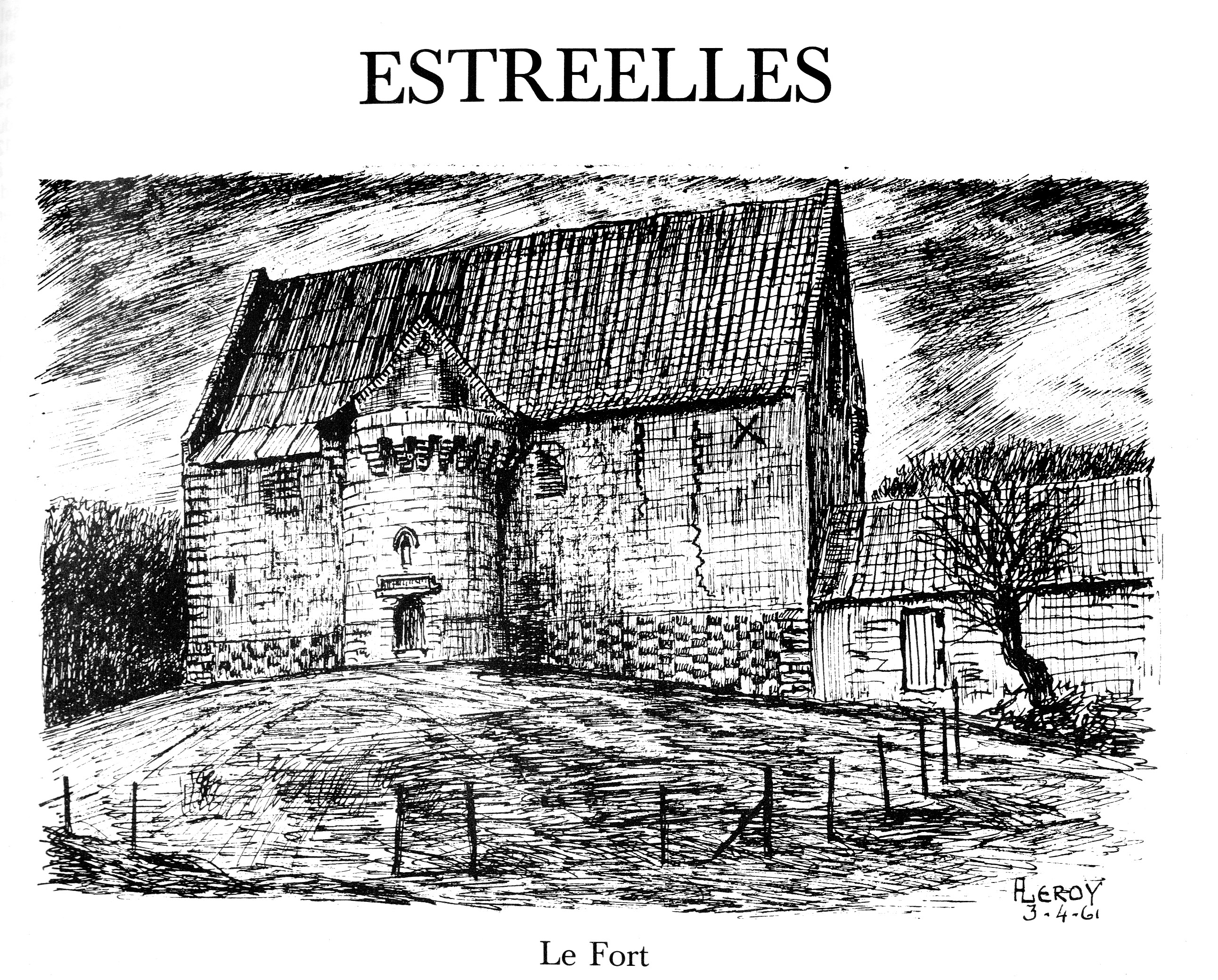
Vue d'artiste.
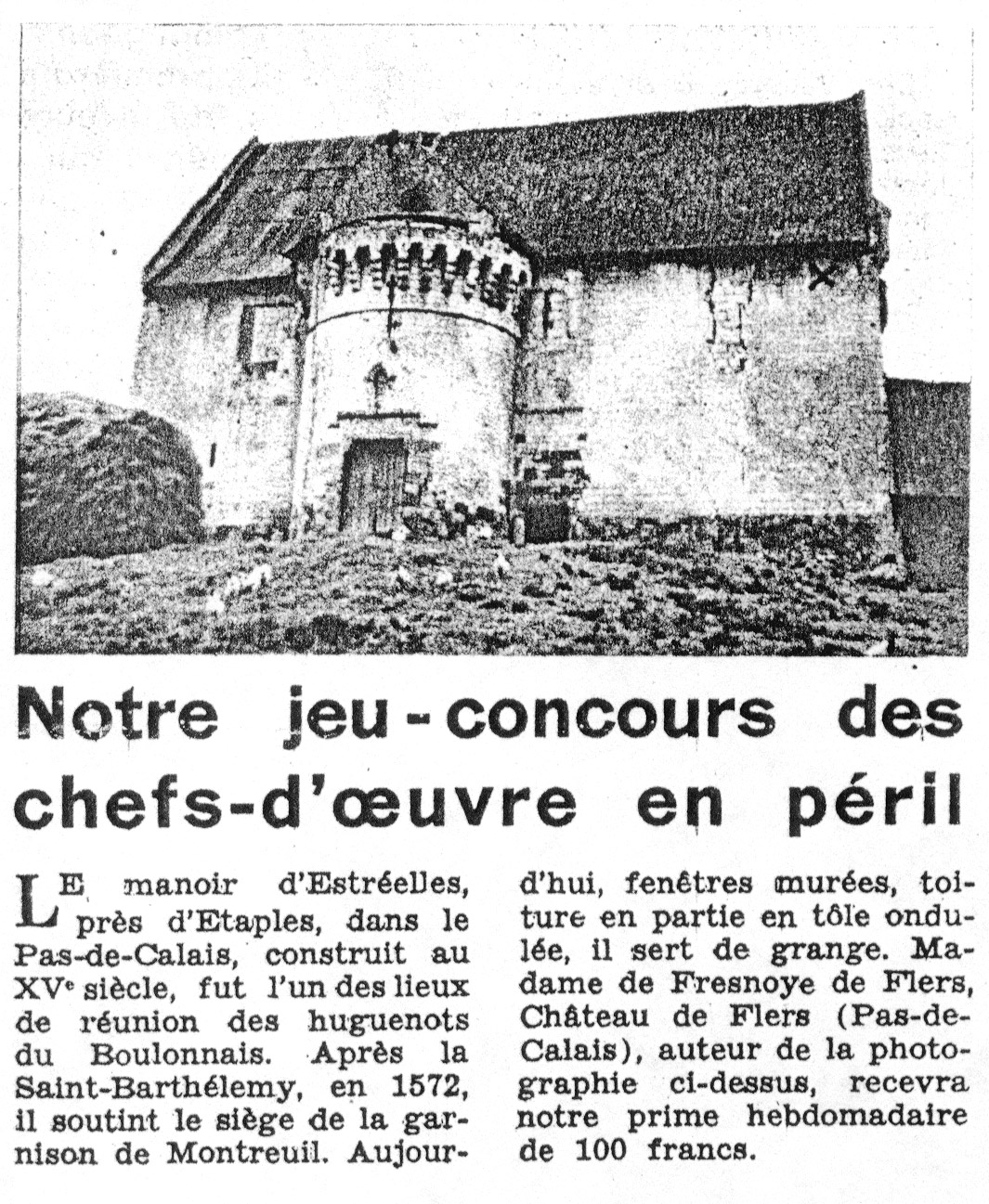
Article de presse.
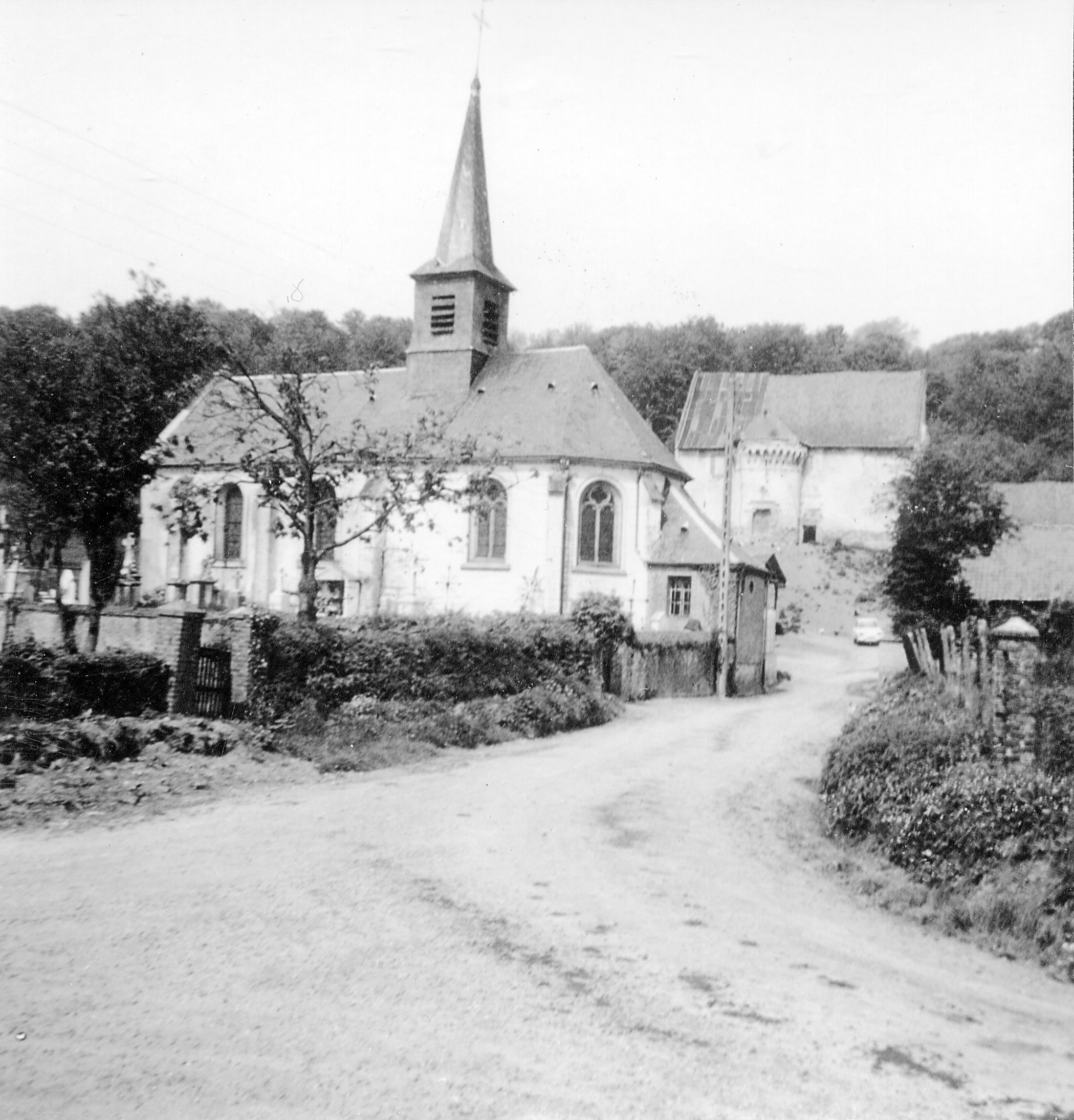
Vue du fort et de l'église.
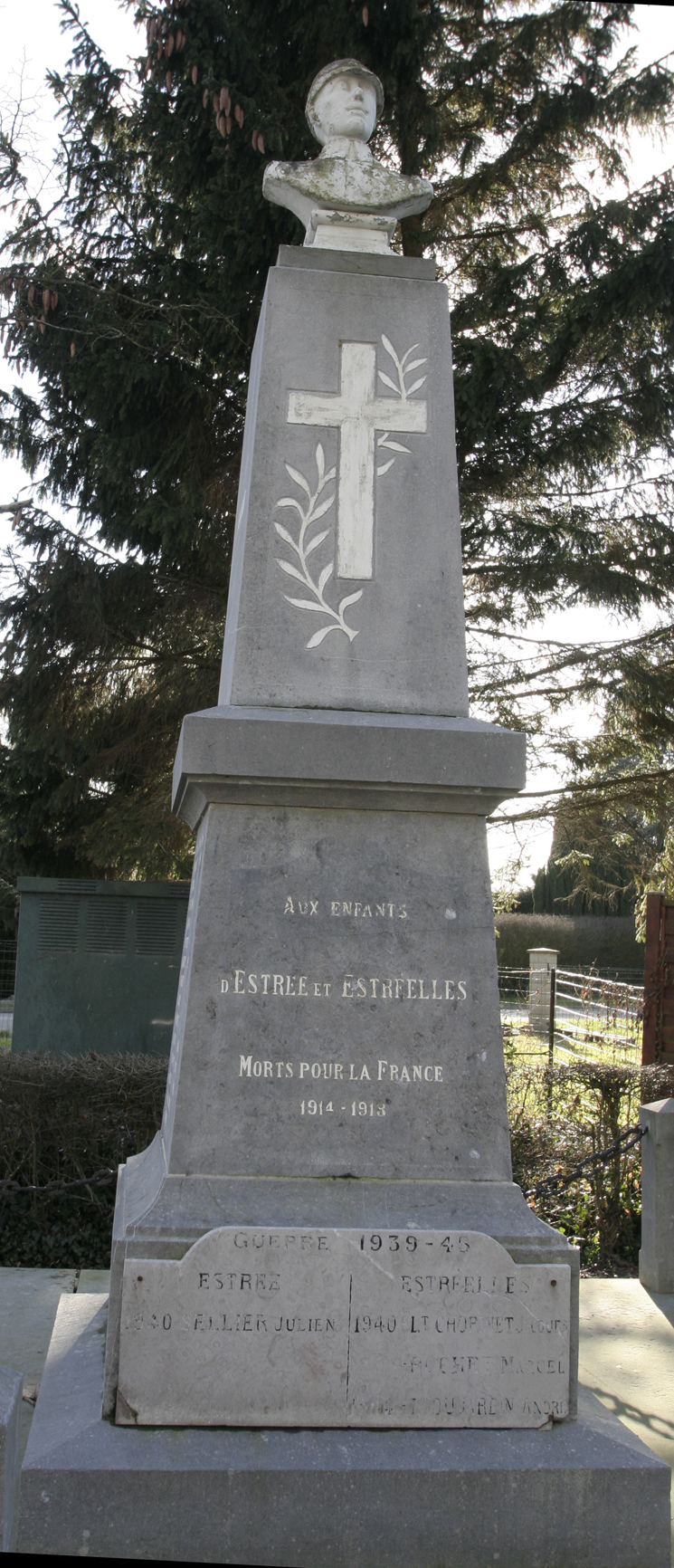
Le monument aux morts.

- L'église Saint-Omer autrefois dédiée à Sainte-Ide mère de Godefroy de Bouillon.

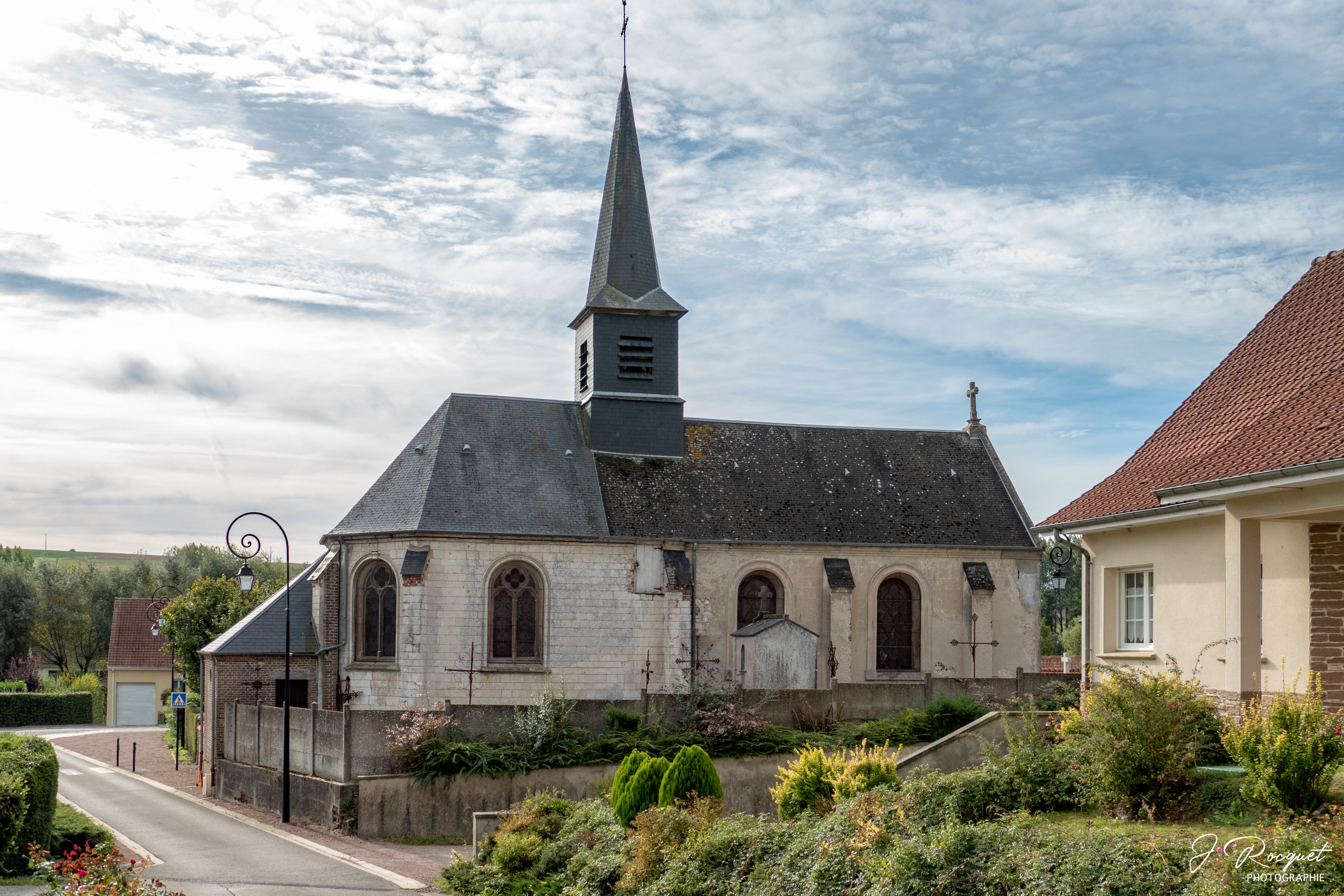
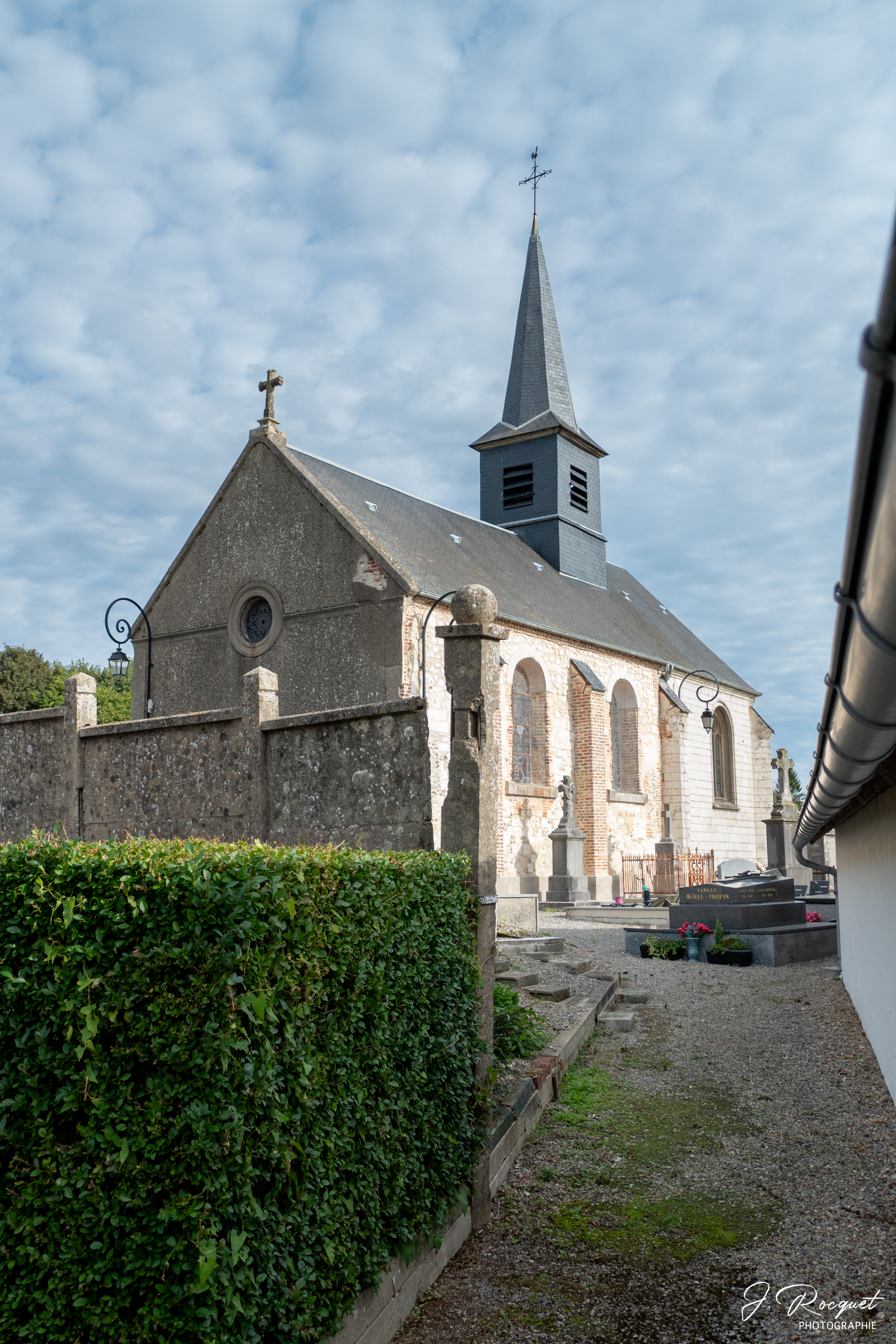
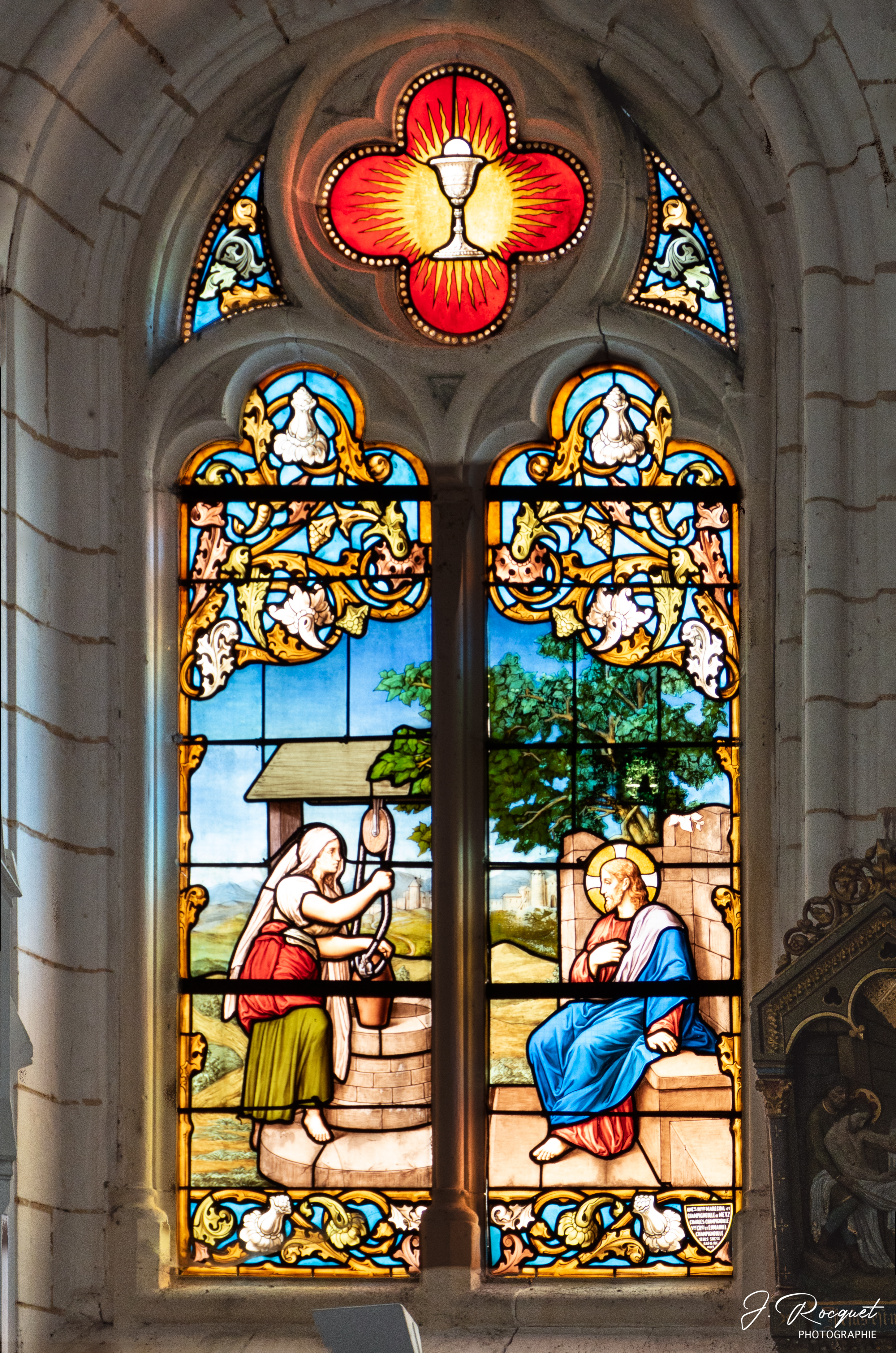
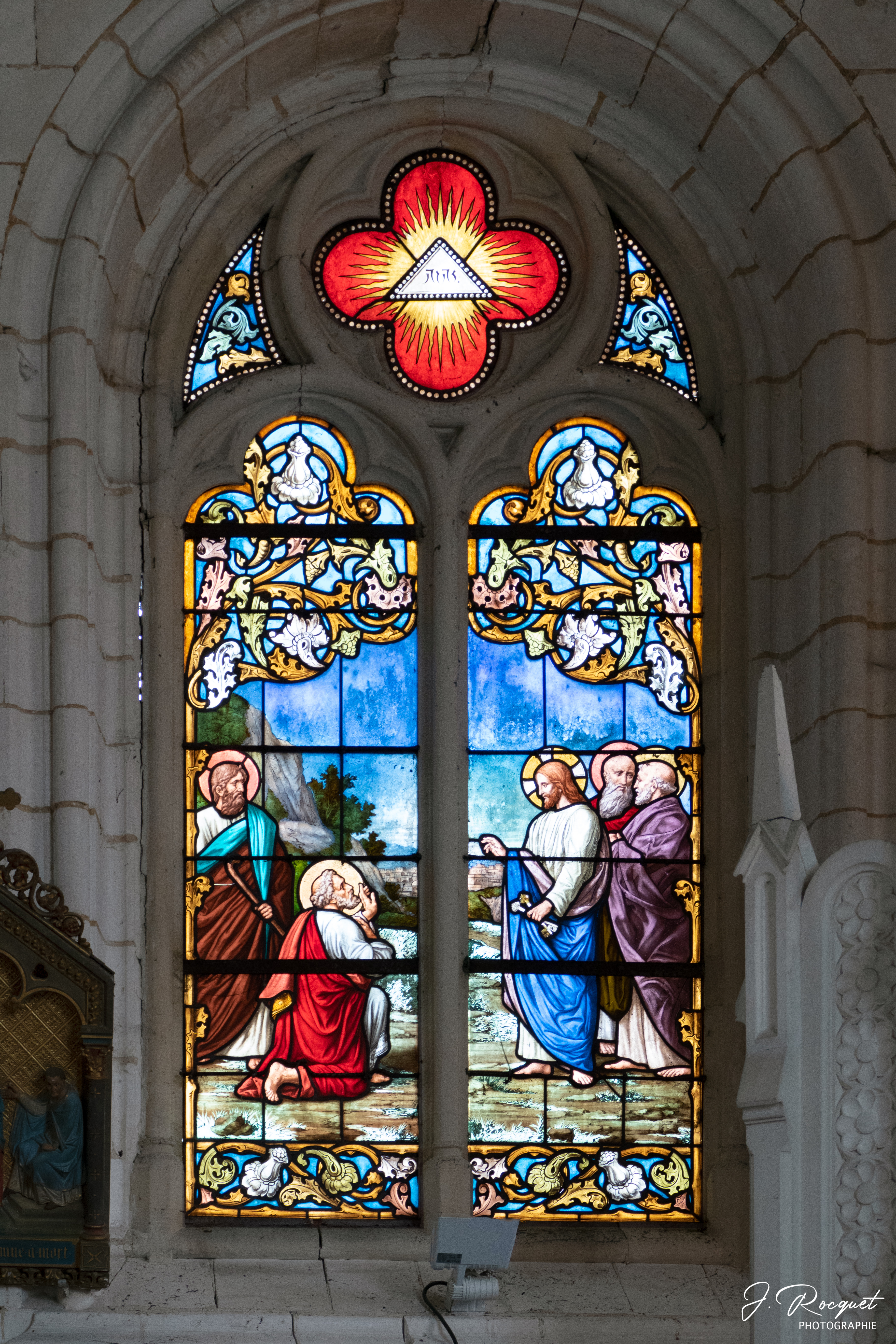

### Héraldique
| Blason de Estréelles | Blason  | D'hermine au temple [de l'église reformée] de gueules, ouvert et ajouré de sable, posé en perspective. |
| Blason de Estréelles | Détails | Le "temple du lieu" est en fait l'ancien fort d'Estréelles, où se pratiquait la religion réformée, effondré en partie en 1969 puis détruit en 1970. Le champ d'hermine est emprunté, lui, aux armes des derniers seigneurs d'Estréelles aux XVIIe siècle et XVIIIe siècle : les Du Blaizel, qui portaient « d'hermine à cinq losanges de gueules mis en fasce ». Adopté par la municipalité. |

## Pour approfondir